# Jane H. Hill
Jane H. Hill (geb. Frances Jane Hassler) (* 27. Oktober 1939 in Berkeley; † 2. November 2018 in Tucson) war eine US-amerikanische Anthropologin, die als Professorin an der University of Arizona forschte und lehrte. Sie amtierte 1997–1999 als Präsidentin der American Anthropological Association (AAA). 1998 wurde sie in die American Academy of Arts and Sciences gewählt.

## Leben
Hills Eltern, Mildred E. Mathias und Gerald L. Hassler, waren Hochschullehrer an der University of California, Los Angeles (UCLA). Sie selbst machte 1960 einen Bachelor-Abschluss an der University of California, Berkeley und wurde 1966 an der UCLA zur Ph.D. (Anthropologie) promoviert. Sie arbeitete eng mit dem Sprachanthropologen William Bright zusammen und schrieb ihre Dissertation über die Grammatik des Cupeño. Das Studium der uto-aztekischen Sprachen betrieb sie danach während ihrer gesamten akademischen Karriere. Von 1983 bis 2009 gehörte sie der Fakultät für Anthropologie an der University of Arizona an und war dort von 1999 bis 2009 Regents Professor.
Während ihrer Zeit an der UCLA lernte sie ihren Ehemann und Mitarbeiter Kenneth C. Hill kennen und heiratete ihn. Die Forschungen der Hills über die Variation und den Wandel der Nahuatl-Sprache (Mexicano) als Folge des spanischen Kolonialismus in Mexiko waren die Grundlage für viele ihrer Beiträge zur Anthropologie.

## Schriften (Auswahl)
- The everyday language of white racism. Wiley-Blackwell, Chichester/Malden 2008, ISBN 978-1-40518-453-3.
- A grammar of Cupeño. University of California Press, Berkeley 2005, ISBN 0-520-24637-3.
- Mit Kenneth C. Hill: Speaking Mexicano. Dynamics of syncretic language in Central Mexico. University of Arizona Press, Tucson 1986, ISBN 0-8165-0898-4.